# Ukrajinofobija
Ukrajinofobija (ukr. українофобія); antiukrajinsko raspoloženje; je društveno-politička pojava za koju je karakteristična netrpeljivost (nerijetko i mržnja) prema Ukrajincima, ukrajinskoj kulturi i običajima, ukrajinskom jeziku i često neovisnoj identifikaciji ukrajinske nacije. Manifestacije i razlozi su mnogobrojni, uglavnom političke prirode te kao posljedica povijesnog dezinformiranja u svrhu ostvarivanja ideoloških ciljeva. 
Ukrajinofobija je posebno prisutna u državama bivšeg Sovjetskog Saveza, prije svega u središnjoj Ruskoj Federaciji i jugoistočnoj Ukrajini (Krim) koja je u sovjetskom razdoblju naseljena novim ruskim stanovništvom. Ukrajinofobija je nešto manje prisutna u nekim državama bivše Jugoslavije, zatim među manjim dijelom židovske populacije u SAD-u, Njemačkoj, Poljskoj i još nekim državama.

## Povijest
Ukrajinafobija se prvi puta formira za vrijeme poljske kolonizacije ukrajinskih zemalja u 16. i 17. stoljeću. Tada na ukrajinske prostore osim Poljaka i Nijemaca pristižu i poljski Židovi (posebno veleposjednici i trgovci) koji iz više razloga često dolaze u sukobe s lokalnim ukrajinskim stanovništvom koje je imalo snažnu kršćansku tradiciju.
Mnoge su se ukrajinske crkve pretvarale u trgovačka i druga slična središta upravo zahvaljujući lobiranju židovskog dijela ukrajinske populacije. Tu se zbog navedenih i drugih razloga po prvi puta stvorila snažna netrpeljivost između Ukrajinaca i Židova što će se posebno primijetiti nakon ustanka Bogdana Hmeljnickog sredinom 17. stoljeća prilikom čega će poginuti znatan broj židovske populacije. Takve i slične posljedice odgovrale su poljskim vlastima koje su često poticale sukob između sukobljenih strana na ukrajinskom prostoru ne bi li time zadržali vlastitu kontrolu na kolonijalnim prostorima.
Navedene traumatične prilike za židovsku populaciju Ukrajine (Poljske) prouzročit će dugogodišnji svojevrstan židovski prijezir prema Ukrajincima koji će se na dodatan način očitovati i u Ruskom Carstvu te Sovjetskom Savezu. 
Nakon ruske kolonizacije Ukrajine, Bjelorusije i baltičkih država u 18. stoljeću, poljskim Židovima bilo je zabranjeno iseljavanje s tih prostora na one u središnjoj Rusiji. Radi carske politike s ciljem stvaranja specifične društvene nestabilnosti među lokalnim i pridošlim stanovnicima na te su prostore pristigli novi ruski Židovi. Na taj je način ruski dvor stjecao veće ovlasti i vlastitu kontrolu na novokoloniziranim prostorima između Baltičkog i Crnog mora.
Netrpeljivost između novopridošlih ruskih Židova i Ukrajinaca produbljivat će se na sličan način sve do Drugog svjetskog rata. Ipak, treba napomenuti da Ukrajinci nikada nisu gajili posebno iracionalnu netrpeljivost prema Židovima (kao narodu) već su često suprotstavljeni interesi došljaka (Židova) i lokalnih stanovnika (Ukrajinaca) bili nametnuti od strane Varšave ili Moskve (Sankt Peterburga). Ova netolerantna povijest i danas se često koristi u političke svrhe ukrajinskih susjeda, posebno Rusije. 
Ukrajinafobija se dodatno snažno razvija za razdoblja formiranja Ruskog Carstva u 19. stoljeću. Tada su Ukrajinci na štetu ruske centralizacijske politike naglašavali svoju različitost, samostalnu identifikaciju i neovisnost. Tu se među prvima ističu antiukrajinski zakonici Valujev cirkular (1863.) i Emski ukaz (1876.). 
U Ruskom Carstvu pojavljuje se društveni sloj poznat kao «Malorosijstvo», konformistička struktura koja svjesno poriče ukrajinsku nacionalnu kulturu. Razvija se još izraženija ukrajinofobija, posebice po gradovima, koja ima i agresivne forme poznate kao «Crno stotinstvo», što će postati svojevrsnom etičkom i moralnom normom određenih predstavnika ruskogovorećega stanovništva Ukrajine.
Ukrajinofobija je međutim svoj vrhunac dosegla u Sovjetskom Savezu, u prvoj polovici 20. stoljeća, i s vremenom se nakon Drugog svjetskog rata ukorijenila u sustave sovjetskog društva na postepen i perfidan način. Značajan dio Ukrajinaca smatra da je Holodomor počinjen kao izraz ruske i židovske Ukrajinofobije. Tu tvrdnju opravdavaju time da su u sovjetsko-komunističkim uredima uglavnom sjedili Rusi i Židovi. Nakon višemilijunskih žrtava u Holodomoru, Drugi svjetski rat bio je izlika pojedinim ukrajinskim strujama koje su sudjelovale u izvršenju Holokausta. 

## Oblici ukrajinofobije
- Prilagođavanje državnih zakona s ciljem asimilacije Ukrajinaca i ukrajinskog jezika u matičnoj državi i susjednim državama
- Krivotvorenje ili prešućivanje povijesnih (političkih i drugih) činjenica s ciljem degradacije ukrajinskih čimbenika i dezinformiranja šire ukrajinske populacije
- Aktivno širenje negativnih ili neistinitih informacija o povijesti, politici i kulturi ukrajinskog naroda u svjetskim medijima
- Aktivno angažiranje neukrajinskih državljanja za promicanje netrpeljivosti prema ukrajinskoj kulturi i društvu u Ukrajini i svijetu
- Ostali oblici

## Poznati ukrajinofobi
- Dmytro Tabačnyk, ukrajinski političar[7]
- Oles Buzina, ukrajinski pisac

## Vanjske poveznice
- Ukrainophobia, članci na engleskom jeziku  Arhivirana inačica izvorne stranice od 25. veljače 2010. (Wayback Machine)
- Prosvjedi protiv Ukrajinofobije; Українофобія - Ukrainophobia (video)
- Українофобія "от ґаспадіна Нобеля" (ukr.)